# ادوارد فیلدینگ
ادوارد فیلدینگ (انگلیسی: Edward Fielding; ۱۹ مارس ۱۸۷۵ – ۱۰ ژانویهٔ ۱۹۴۵) هنرپیشه، و بازیگر تئاتر اهل ایالات متحده آمریکا بود.
از فیلم‌ها یا برنامه‌های تلویزیونی که وی در آن نقش داشته‌است می‌توان به شرلوک هولمز اشاره کرد.